# Trilepida macrolepis
Trilepida macrolepis är en kräldjursart som beskrevs av  Peters 1857. Trilepida macrolepis ingår i släktet Trilepida och familjen äkta blindormar. Inga underarter finns listade i Catalogue of Life.
Arten förekommer i södra Centralamerika och norra Sydamerika från Panama till norra Brasilien. Honor lägger ägg.